# 喀什兔唇花
喀什兔唇花（学名：Lagochilus kaschgaricus）为唇形科兔唇花属下的一个种。

## 扩展阅读
- 維基物種上的相關：喀什兔唇花